# Cantone di Béthune-Sud
Il Cantone di Béthune-Sud era una divisione amministrativa dell'arrondissement di Béthune.
È stato soppresso a seguito della riforma complessiva dei cantoni del 2014, che è entrata in vigore con le elezioni dipartimentali del 2015.
Comprendeva parte della città di Béthune e i comuni di:
- Allouagne
- Fouquereuil
- Fouquières-lès-Béthune
- Labeuvrière
- Lapugnoy
- Verquin